# 鄂畢河畔卡緬
鄂畢河畔卡緬（Ка́мень-на-Оби́）是俄羅斯阿爾泰邊疆區的一個城市，位於鄂畢河的上游左岸。2002年時人口為44,375人。
1751年建立，1915年設市。
53°47′31″N 81°20′55″E / 53.79194°N 81.34861°E